# Microrregión de Santarém
La microrregión de Santarém es una de las microrregiones del estado brasileño del Pará perteneciente a la mesorregión Bajo Amazonas. Su población fue estimada en 2006 por el IBGE en 458.639 habitantes y está dividida en ocho municipios. Posee un área total de 92.474,267 km².

## Municipios
- Alenquer
- Belterra
- Curuá
- Mojuí de los Campos
- Monte Alegre
- Placas
- Prainha
- Santarém

- Datos: Q2721351